# Czupryna

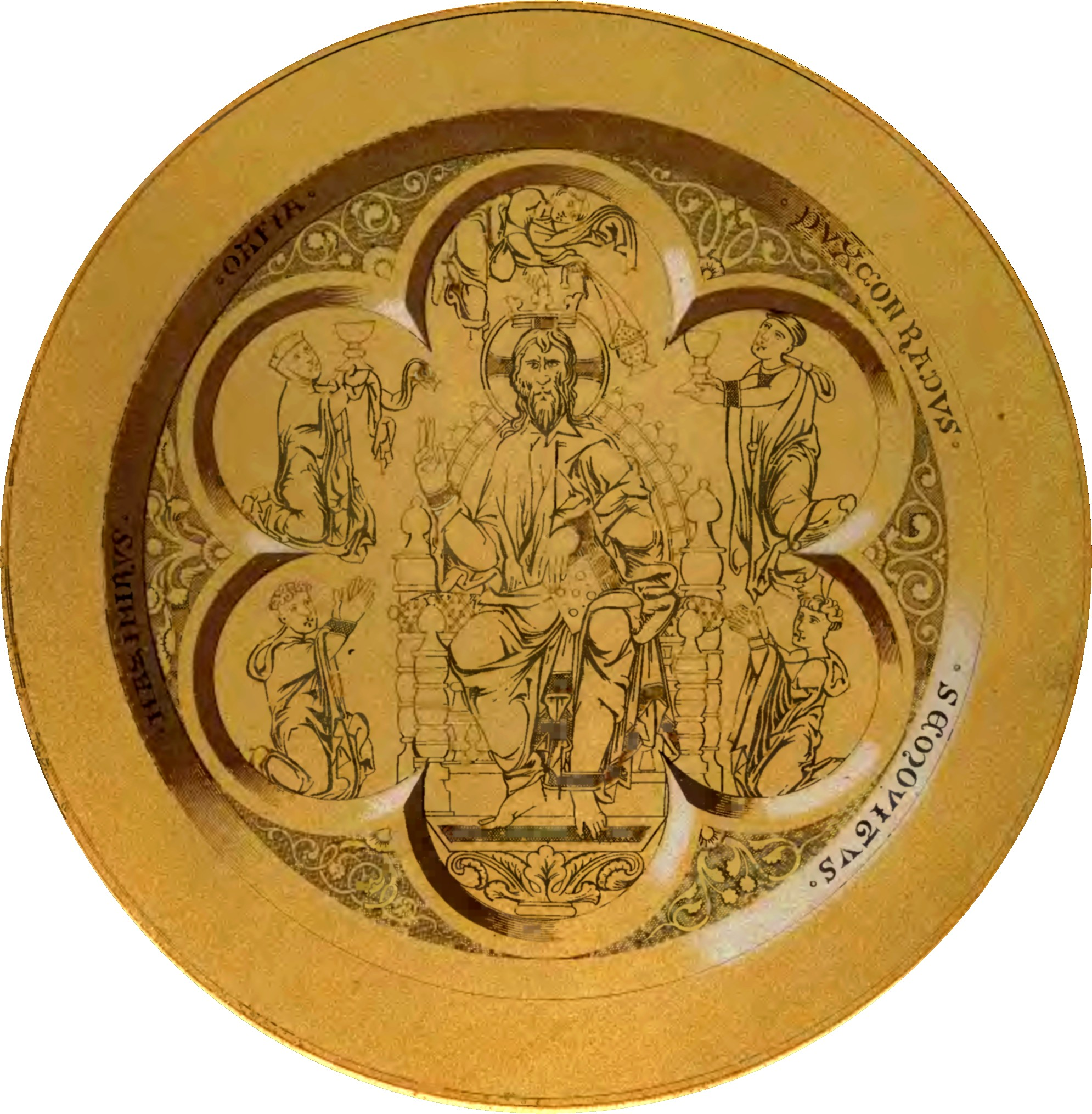
La patena di Płock fondata da Konrad Mazowiecki. Su essa possiamo vedere Konrad, la sua moglie Agafia, e i suoi figli: Siemowit e Kazimierz.

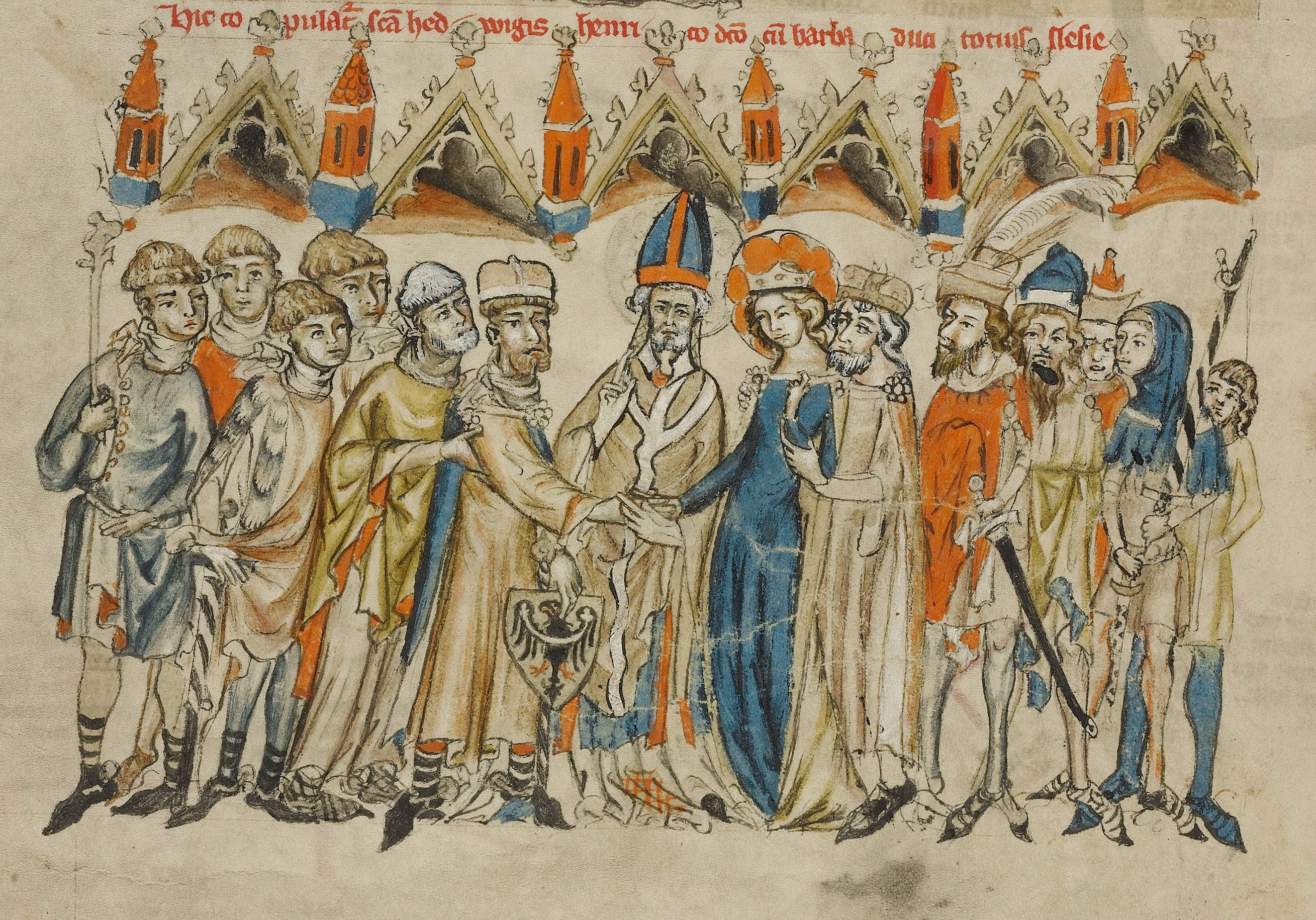
Enrico I il Barbuto e Jadwiga dai Andechs nella scena di matrimonio, XIV secolo. I polacchi sono dalla parte sinistra, con le teste rasate da sotto. Ai polacchi del medioevo non piacevano i capelli lunghi: la barba di Enrico era molto strana per i suoi connazionali, e da questo lo hanno chiamato "Il Barbuto".

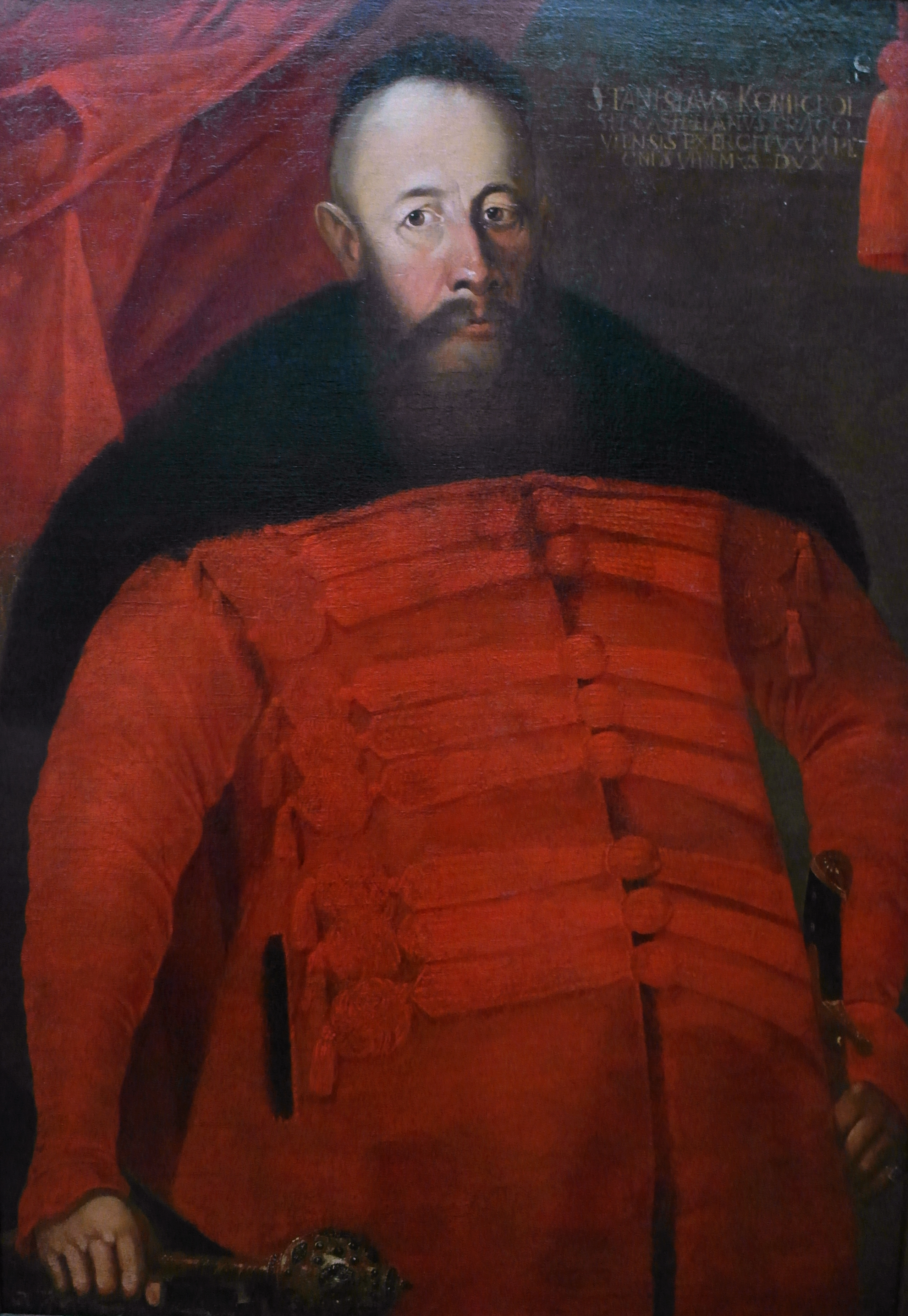
Stanisław Koniecpolski, XVII secolo

La czupryna (in polacco anche podgolony łeb, łaszczówka, czub) è una tradizionale acconciatura polacca per i nobili, associata soprattutto al sarmatismo, ma esisteva nella Polonia già nel medioevo. Consiste nella rasatura dei capelli sopra le orecchie e sulla nuca, più o meno alla stessa altezza, lasciando i capelli sull'apice della testa.

## Storia
L'origine della czupryna non è conosciuta: oggi è impossibile dire quanto sia antica. Era probabilmente conosciuta già prima del XII secolo fino alla lenta scomparsa dell'usanza intorno al XVIII secolo. Sulla czupryna scriveva, tra gli altri un anonimo frate francescano dal 1308, Vincenzo da Kielcza(metà del XIII secolo), il poeta austriaco Seifried Helbling (fine del XIII secolo) che malediceva le influenze ceche e polacche in Austria. Nella cronaca di Mierzwa (inizio del XIV secolo) di Cracovia, si può anche leggere che il principe Leszek il Nero (morto nel 1288) si fece crescere i capelli per soddisfare i Germani, che era uno scandalo ai suoi tempi e anche ai tempi della cronaca. Compare anche sulla patena (metà del XIII secolo) dalla cattedrale di Płock donata da Konrad Mazowiecki, e la patena donata da Mieszko il Vecchio (anno 1195) al monastero degli cistercensi a Ląd, e anche sul pavimento della collegiata di Wiślica (anni 1175-1180).

## Laczuprynae gli altri Slavi
È possibile, che non solo i polacchi, ma anche altri slavi conoscessero questa usanza. Un francescano inglese, Bartholomeus Anglicus nell'anno 1235 scrisse nella sua enciclopedia che tutti gli slavi (eccetto i ruteni e quelli mischiati con germani e latini) rasano i loro capelli. Bartholomeus, che visse in Magdeburg per tanti anni conosceva bene i paesi slavi. Il mondo slavo per lui si estendeva dalla Sassonia alla Rutenia, e dalla Dalmazia, Carinzia e Serbia fino al Mar Baltico. Delle teste rasate e del disprezzo per le barbe scrisse anche Saxo Grammaticus durante la descrizione del tempio di Arcona. Secondo lui, il privilegio di far crescere i capelli lunghi e le barbe era riservato solamente ai sacerdoti. Anche in un manifesto sassone diretto contro i pagani slavi proveniente dall'anno 1108, che gli slavi vestivano gli scalpi dei sassoni sconfitti per fingersi loro. I sassoni avevano i capelli lunghi e perciò gli slavi dovevano avere un'acconciatura completamente diversa: molto corta. È così, la usanza di portare la czupryna, che nel XIII secolo era conosciuta come acconciatura tipica per i polacchi, probabilmente prima era più diffusa. Ci sono però prove evidenti che confermano l'esistenza della czupryna anche fra i Polabi.
Una piccola statuetta di bronzo, trovata vicino a una vecchia fortezza slava di collina a Schwedt/Oder, datata al X-XI secolo, presenta baffi, e testa rasata da sotto. Sembra che un'acconciatura così compaia anche nella statua di legno di Altfriesack (vicino a Berlino), il cosiddetto Altfriesack Götze. La statua è alta circa 160 centimetri, ed è datata ai secoli VI–VII, che è il periodo delle migrazioni delle tribù slave dalla Polabia ai Balcani. Oltre a questo c'è anche una statuetta, proveniente da Gatschow vicino a Demmin, rappresentante una figura umana seduta, e datata al XI–XII secolo. Sullo schizzo fatto dal tedesco Landesamt für Denkmalpflege und Archäologie Sachsen-Anhalt si può facilmente vedere che il capo è mezzo rasato.. La scoperta più distante è una testa, che ha una czupryna. È stata trovata in Germania, proviene da Merseburg vicino a Lipsia..
Anche nelle antiche tombe croate si possono spesso trovare dei rasoi, però il problema della conoscenza di questa tradizione nelle altre terre slave non è ancora esaminato per bene. Riguardo alla Rutenia, dalla descrizione di Leone il Diacono, secondo quale, Svjatoslav I di Kiev aveva una testa completamente rasata, con un lungo oseledec'. Per primo, però, dalla descrizione di Leone emerge chiaramente il fatto, che l'acconciatura di Svjatoslav fosse un segno di nobiltà (allora non era per niente popolare) e per secondo, Svjatoslav era un variago, non uno slavo, perciò si può dubitare se seguisse le tradizioni variaghe o slave.

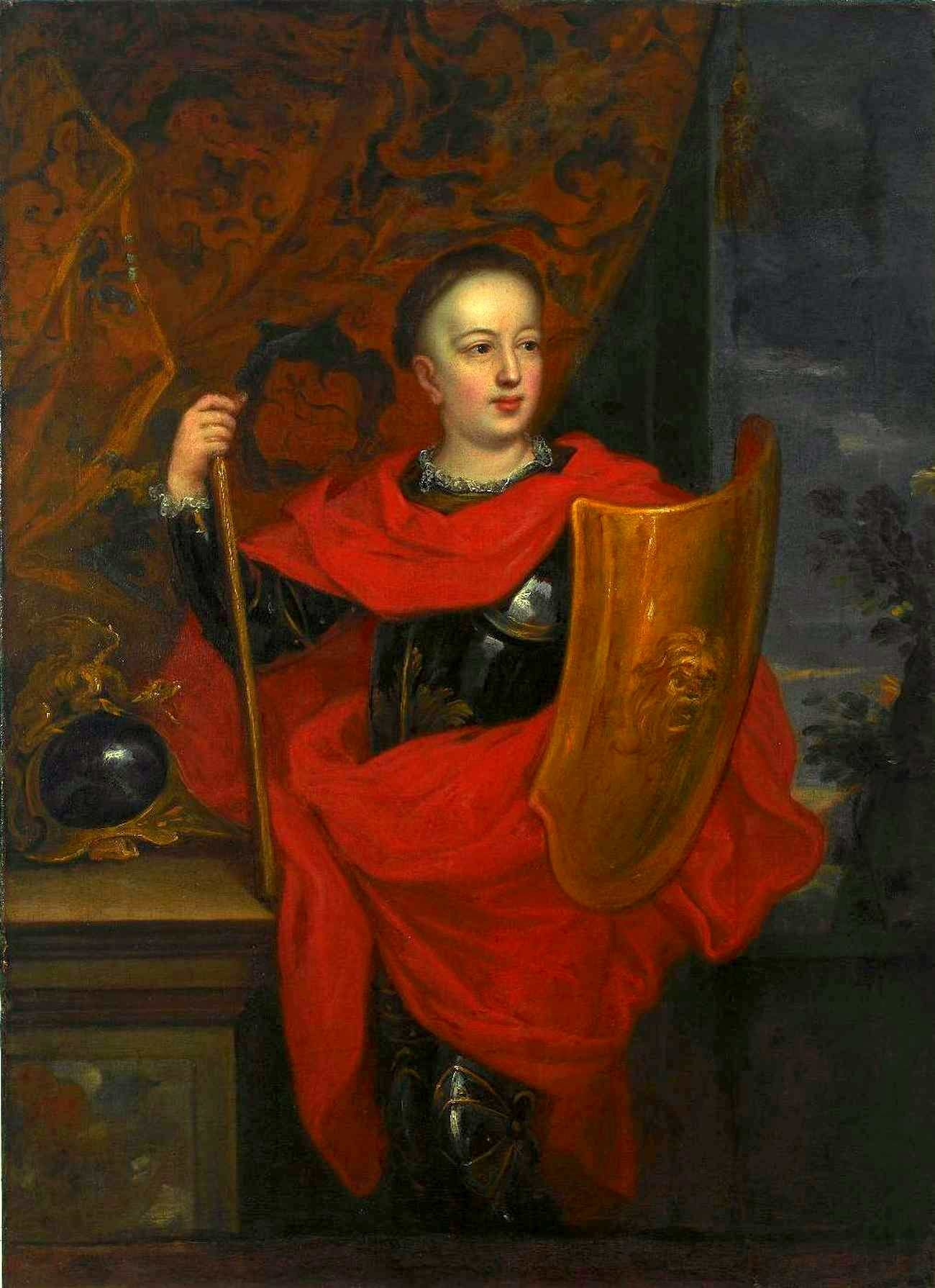
Alessandro Benedetto Sobieski, circa il 1690

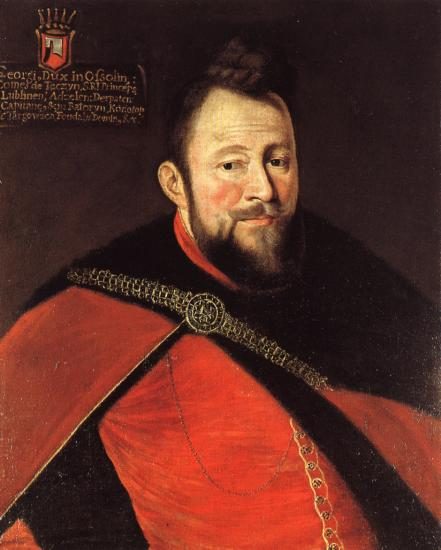
Giorgio Ossoliński, 1635 circa. Un'altra, popolare ma meno vecchia versione della czupryna con un ciuffo di capelli legati all'apice della testa.